# TCI M89
Die in Tel Aviv ansässige Firma Technical Consulting international (TCI) entwickelte Mitte der 1980er ein Gewehr mit dem Namen M89. Das Gewehr war als Ersatz für das von Dr. Nehemiah Sirkis entwickelte M36, einem weiteren Bullpupgewehr.
Das M89 ist eigentlich ein M-14 im Bullpupdesign, das Gewehr gibt es in zwei Versionen, einmal als M89-AR (Assault-Rifle) und M89-SR (Sniperrifle), das über ein Zweibein und Zielfernrohr verfügt, optional kann es mit einem Schalldämpfer ausgerüstet werden. Es wird von den Israel Defense Forces genutzt, außerdem wird es zum Export angeboten.
Ähnliche Modelle
- AWC G2